# طیان (خرم‌آباد)
طیان یک روستا در ایران است که در دهستان کشور شهرستان خرم‌آباد واقع شده‌است. طیان ۲۷ نفر جمعیت دارد.

## جمعیت
این روستا در بخش پاپی قرار دارد و براساس سرشماری مرکز آمار ایران در سال ۱۳۸۵، جمعیت آن ۲۷ نفر (۵ خانوار) بوده‌است.